# 忘れじのカルチャー倶楽部 クラッキクロニクル 〜タイムマシンに気をつけろ!〜
忘れじのカルチャー倶楽部 クラッキクロニクル 〜タイムマシンに気をつけろ!〜（わすれじのかるちゃーくらぶ くらっきくろにくる たいむましんにきをつけろ）は、2019年7月11日から同年12月19日までBSスカパー!で毎週木曜日の21:00 - 22:00（初回放送）に放送されていたテレビ番組。略称は「クラクロ」。
本項では、2020年2月13日から同年3月26日まで放送された後継番組『戦え!クラッキクロニクル（たたかえ くらっきくろにくる）』についても記述。

## 忘れじのカルチャー倶楽部 クラッキクロニクル 〜タイムマシンに気をつけろ!〜

### 概要
昭和のポップカルチャーに焦点を当て、ゲストと共に深く掘り下げるトークバラエティ番組で、東陽町のスカパー東京メディアセンターの放送ブースからの生放送だった。
トークの他にコーナーが設けられ、合間にテーマに関する曲が流れる（曲の間はレコードジャケットと回るレコードが映される）などラジオ番組のような形式となっていた。

### 出演者
- 倉敷保雄 - MC
- 西川伸司 - ○○絵師（○○には回のテーマが入る）…放送中にライブドローイングを行う“番組お抱え絵師”
- 鈴木啓之 - アーカイヴァー

### コーナー
- 昭和の懐かしラテ欄 - テーマに関連する日付のラテ欄の解説
- 昭和のらくがき帳 - あさりよしとおによるテーマを題材にしたイラストを紹介
- 劇伴 - テーマに関連する劇伴を放送（画面には西川伸司のイラストが映される）
- 昭和の名作CM - 昭和に放送されたテレビCM（テーマに多少なりとも関連するもの）を紹介
- クラクロ ザ・ベストテン - テーマに因んだ番組独自のベストテンを発表

### 放送リスト
| 話数   | 初回放送日     | テーマ                        | サブタイトル                        | ゲスト     |
| ------ | -------------- | ----------------------------- | ----------------------------------- | ---------- |
| 第1話  | 2019年7月11日  | 宇宙                          |                                     | 手塚昌明   |
| 第2話  | 2019年7月18日  | 魔法                          | すてきな魔女がやってきた            | 大場久美子 |
| 第3話  | 2019年7月25日  | むし                          | とべとべハッチ                      | 泉麻人     |
| 第4話  | 2019年8月1日   | 付録                          | まだかな、まだかな〜?               | 渡辺佳代子 |
| 第5話  | 2019年8月8日   | 人形劇                        | ひょうたん島と里見京子さん          | 里見京子   |
| 第6話  | 2019年8月22日  | 時代劇                        | 向こう意気なら焼津の半次            | 春日太一   |
| 第7話  | 2019年8月29日  | 劇伴スペシャル 宇宙戦艦ヤマト | 号砲一発!! 宇宙戦艦ヤマト始動!!     | 宮川彬良   |
| 第8話  | 2019年9月5日   | ウルトラQとウルトラマン       | 由利子とアキコと桜井浩子さん        | 桜井浩子   |
| 第9話  | 2019年9月12日  | 機動戦士ガンダム              | ガンダム大地に立つ!!                | 吉田健一   |
| 第10話 | 2019年9月19日  | 昭和の声優文化                | 神谷明さん、フェードイン!           | 神谷明     |
| 第11話 | 2019年10月3日  | ウルトラ怪獣の造形            | ウルトラ怪獣の造り方                | 品田冬樹   |
| 第12話 | 2019年10月10日 | フォークソング                | イルカさんとあの頃のぼくは          | イルカ     |
| 第13話 | 2019年10月17日 | ゴジラと怪獣ソフビ            | ソフビ怪獣 チャンピオンまつり       | 中野昭慶   |
| 第14話 | 2019年10月24日 | ドラマ主題歌                  | 彬良さん!昭和ドラマにズームイン     | 宮川彬良   |
| 第15話 | 2019年10月31日 | 70年代の洋楽                  | NOWでGutsなヤングミュージックショー | 宮治淳一   |
| 第16話 | 2019年11月7日  | 昭和のCM                      | CMワンサカワンサ                    | 中島信也   |
| 第17話 | 2019年11月14日 | 刑事                          | 華麗なる刑事ドラマ                  | 柏原寛司   |
| 第18話 | 2019年11月21日 | ヒーロー                      | 宮内洋さん、ズバット参上!           | 宮内洋     |
| 第19話 | 2019年11月28日 | 前川陽子の世界                | 前川陽子さんとハニーフラッシュ!     | 前川陽子   |
| 第20話 | 2019年12月5日  | 金田一耕助                    | 金田一さん、事件ですよ!!            | 手塚昌明   |
| 第21話 | 2019年12月12日 | クリスマス                    | 素敵なサンタがやってくる            | 寺嶋由芙   |
| 第22話 | 2019年12月19日 | 堀江美都子50周年              | あしたがすき                        | 堀江美都子 |

### 使用曲
- スーパースリーのテーマ - オープニング
- タイム・トラベル（原田真二） - エンディング

### スタッフ
- 企画・MC：倉敷保雄
- ○○絵師：西川伸司
- アーカイヴァ―：鈴木啓之
- 昭和のらくがき帳イラスト：あさりよしとお
- CMコーディネーター：津森修二
- 構成：近澤浩和[4]
- リサーチ：斎藤太一[4]
- ブレーン：矢野透　石井信彦[5]　竹部吉晃　川又弘之
- コンサルタント：岸川靖
- 協力：ACC・CM情報センター　スポーツニッポン　夢野書店
- 制作協力：discberry.com
- 演出：街風統雄
- ディレクター：日下まどか　中村友麿
- AD：御手洗僚
- タイトルデザイン：安齋肇
- 音声：渡辺修一
- 音効：宮下友昭
- CG：リンク
- 技術：SPBC　Express
- 編成：三上武典　植田恭輔
- 広報：吉田都咲
- プロデューサー：西秀一郎　川原崎紘史　加藤冠
- 制作・著作：スカパー!

## 戦え!クラッキクロニクル

### 概要
2カ月の休止を経て『戦え!クラッキクロニクル』とタイトルを改め、2020年2月13日から同年3月26日まで放送。
番組そのものに大きな変更はないが、新たにアシスタントとして寺嶋由芙が加わり、通常のスタジオ（“秘密基地”と称する）で2週分（前・後編）の事前収録に変更された。

### 出演者
- 倉敷保雄 - MC
- 寺嶋由芙 - アシスタント
- 西川伸司 - ○○絵師
- 鈴木啓之 - アーカイヴァー

### コーナー
- 昭和の懐かしラテ欄
- 昭和のらくがき帳
- 劇伴
- クラクロ ザ・ベストテン

### 放送リスト
| 話数  | 初回放送日    | テーマ               | サブタイトル                                                      | ゲスト     |
| ----- | ------------- | -------------------- | ----------------------------------------------------------------- | ---------- |
| 第1話 | 2020年2月13日 | 大阪万博             | 人類の進歩と調和とド根性でヤンス ＜前編/後編＞                    | 泉麻人     |
| 第2話 | 2020年2月20日 | ド根性               | 人類の進歩と調和とド根性でヤンス ＜前編/後編＞                    | 泉麻人     |
| 第3話 | 2020年2月27日 | スーパー戦隊         | クラクロスーパーヒーロー大戦 スーパー戦隊VS宇宙刑事 ＜前編/後編＞ | 長谷川裕一 |
| 第4話 | 2020年3月5日  | 宇宙刑事             | クラクロスーパーヒーロー大戦 スーパー戦隊VS宇宙刑事 ＜前編/後編＞ | 渡洋史     |
| 第5話 | 2020年3月19日 | 洋画のテーマ曲       | クラクロアカデミー賞 ＜前編/後編＞                                | 宮川彬良   |
| 第6話 | 2020年3月26日 | クラクロアカデミー賞 | クラクロアカデミー賞 ＜前編/後編＞                                | 河崎実     |

### 使用曲
- スーパースリーのテーマ - オープニング
- タイム・トラベル（原田真二） - エンディング

### スタッフ
- 企画・MC：倉敷保雄
- アシスタント：寺嶋由芙
- ○○絵師：西川伸司
- アーカイヴァ―：鈴木啓之
- 昭和のらくがき帳イラスト：あさりよしとお
- 構成：近澤浩和
- リサーチ：斎藤太一
- ブレーン：矢野透　石井信彦　竹部吉晃　川又弘之
- コンサルタント：岸川靖
- 協力：ディアステージ　パーフェクトミュージック　スポーツニッポン　夢野書店
- 制作協力：discberry.com
- 演出：街風統雄
- ディレクター：日下まどか
- AD：御手洗僚　河原奈津子
- タイトルデザイン：安齋肇
- 音声：宮下友昭
- MA：渡辺修一
- CG制作：田中望
- 技術：SPBC　Express
- ヘアメイク：高部友見
- 編成：三上武典　植田恭輔
- 広報：吉田都咲
- プロデューサー：西秀一郎　川原崎紘史　加藤冠
- 制作・著作：スカパー!